# Aristotelizam
Aristotelizam je u filozofiji i znanosti naziv za nauk Aristotelovih sljedbenika, osobito srednjovjekovnih i renesansnih tumačitelja Aristotelove duhovne baštine. Aristotelizam je tijekom renesanse prevladavao u svim područjima znanja.
Komentiranje Aristotelovih djela započeli su već peripatetici (Andronik s Roda, Aleksandar iz Afrodizijade i drugi) i prevladavalo je, uz neoplatonističke koncepcije, sveukupnom filozofskom proizvodnjom do kasne renesanse. Aristotelizam je tako postajao sve manje nauk samog Aristotela, a sve više njegovih tumača koji su mu dali onaj konačan oblik s kojim je ušao u europsku kulturu.
Smrću Boetija 524. godine, koji je preveo na latinski Aristotelove logičke spise, Europa je izgubila neposredan dodir s grčkom filozofskom predajom. Oživljena posredovanjem Arapa, ta je baština već kod njih imala mnogobrojne sljedbenike, a među njima se posebice ističu Avicena početkom 11. stoljeća i Averroes u 12. stoljeću, koji su u tada nejasnim Aristotelovim tekstovima vidjeli teoriju monopsihizma (jedinstvo "intellectus agens" u svim ljudima). U Židova je najpoznatiji predstavnik aristotelizma u to doba Moše Majmonid. Aristotelovi fizički i metafizički spisi, prevedeni na latinski tijekom 13. stoljeća, nagovijestili su znanstveni prevrat u renesansi.
Najprije zabranjivani (1110. – 1366.), ti su radovi poslije srasli i sa skolastičkom znanošću, koja je već prihvatila Aristotela logičara u polemici o "pitanju univerzalija". Djelom Alberta Velikog i poglavito Tome Akvinskog napokon je prihvaćen i čitav Aristotelov logičko-fizičko-metafizički kompleks, premda preoblikovan i prilagođen novoj potrebi usustavljenja sveukupne kršćanske misli. Tomizam tako postaje službeno crkveno stajalište prema klasičnom sporu između aristotelizma i platonizma (augustinizam), a sam Aristotel dobiva snagu neoboriva autoriteta koji će ubuduće, kroz renesansu, imati dvojaku ulogu unapređivanja i skrućivanja filozofske i znanstvene misli. Aristotelizam srednjega vijeka postaje temeljem suvremene "neoskolastike".
Aristotelovo djelo i njegova srednjovjekovna redakcija aristotelizam služili su kao točka odrednica različitih, pa i proturječnih, filozofskih, znanstvenih i ideoloških motiva. Antiaristotelizam Petrusa Ramusa ili Frane Petrića, okrenuti su konstruktivnoj razgradnji skolastičke sheme tumačenja Aristotela kao mislitelja sinteze, dok naturalistički pravac aristotelizma razvijaju aleksandristi. Istodobno je oživljavanje Aristotelovih analitičkih metoda vodilo na novi put koji je davao povremeno i neposredne znanstvene doprinose, kao što su Harveyevo otkriće optoka krvi, ili pak Leibnizove koncepcije kretanja, vremena i prostora.

## Vanjske poveznice
Mrežna mjesta
- Aristotel i aristotelizam  Arhivirana inačica izvorne stranice od 31. svibnja 2016. (Wayback Machine), zbornik radova, Matica hrvatska, Zagreb, 2003., ISBN 9531506817, www.matica.hr